# Propsephus kibwesianus
Propsephus kibwesianus is een keversoort uit de familie kniptorren (Elateridae). De wetenschappelijke naam van de soort is voor het eerst geldig gepubliceerd in 1974 door Girard.